# Bernardo de Albuquerque
Bernardo de Albuquerque, OP (falecido no dia 23 de julho de 1579) foi um prelado católico romano que serviu como bispo de Antequera, Oaxaca (1561–1579).

## Biografia
Bernardo de Albuquerque foi ordenado sacerdote na Ordem dos Pregadores. No dia 27 de junho de 1561, foi escolhido pelo Rei da Espanha e confirmado pelo Papa Pio IV como Bispo de Antequera, Oaxaca. No dia 8 de novembro de 1562, foi consagrado bispo por Alonso de Montúfar, arcebispo do México com Vasco de Quiroga, bispo de Michoacán, e Fernando de Villagómez, bispo de Tlaxcala, como co-consagradores. Serviu como Bispo de Antequera, Oaxaca até à sua morte a 23 de julho de 1579. No ano de 1561, Bernardo de Albuquerque achou por bem destruir Mitla e exilar a maior parte dos seus habitantes, nomeadamente os praticantes religiosos indígenas.